# Torstraße (Berlin)
Die Torstraße in den Berliner Ortsteilen Mitte und Prenzlauer Berg ist eine rund zwei Kilometer lange Hauptverkehrsstraße, die die Mollstraße im Osten mit der Hannoverschen Straße im Westen verbindet. Sie hat sich aus einem Weg vor der ehemaligen Berliner Akzisemauer entwickelt. Die Straße verläuft in Ost-West-Richtung zwischen Prenzlauer Tor (Karl-Liebknecht-Straße/Prenzlauer Allee) und Oranienburger Tor (Chausseestraße/Friedrichstraße). An ihr liegen zahlreiche Baudenkmäler.

## Lage, Nummerierung und Namensgebungen
Die Torstraße verläuft in Ost-West-Richtung zwischen der Prenzlauer Allee/Karl-Liebknecht-Straße und dem Oranienburger Tor (Friedrichstraße/Chausseestraße) und führt über die Kreuzung mit der Schönhauser Allee/Alten Schönhauser Straße (Schönhauser Tor) und den Rosenthaler Platz. Die Orientierungsnummerierung der Bauten an der Straße beginnt am Prenzlauer Tor und zählt zu beiden Seiten aufwärts nach Westen zur Hausnummer 231. Auf der nördlichen Seite befinden sich alle ungeraden, auf der südlichen Straßenseite alle Grundstücke mit geraden Nummern. Die Geokoordinate bezieht sich auf die Kreuzung Torstraße Ecke Rosenthaler Straße. Der im Verlauf etwas nach Norden gebogene Straßenverlauf befindet sich mit dem vollständigen Straßenland, der gesamten Südbebauung und dem westlichen Teil der Nordbebauung im Berliner Ortsteil Mitte des gleichnamigen Bezirks. Die Nordbebauung (östlich der Gormannstraße) mit den Hausnummern 1–89 (ungerade) gehört zum Ortsteil Prenzlauer Berg, Bezirk Pankow. In Mitte befinden sich damit die Grundstücke 6–234 (gerade) und 93–231 (ungerade). Die Bauwerke an der Torstraße überstanden den Lauf der Jahrzehnte, und auch am Ende des Zweiten Weltkriegs waren kaum Schäden zu verzeichnen. Durch die Zusammenführung der Elsässer und der Lothringer Straße im Jahre 1951 war eine Umnummerierung der Parzellen erforderlich. So können in historischen Dokumenten andere Hausnummern angegeben sein, als sie aktuell zugeordnet sind.
Die Straße besitzt im Berliner Straßenverzeichnis die Nummer 16988 und ist im Berliner Straßennetz als übergeordnete Straßenverbindung (Kategorie II, vergleichbar einer Landesstraße) eingegliedert. Sie besitzt die Okstra-Klasse G und ist im Regionalen System (RBS) als „STRA“ aufgeführt. Diese Daten stehen für Ausbaugrad und Bau- und Sanierungszuständigkeiten. Die Torstraße besitzt zwei unterschiedliche Ausgestaltungen, was wohl in den unterschiedlichen Straßennamen zwischen 1873 und 1951 liegen mag. Östlich vom Rosenthaler Platz besitzt sie eine Breite von 40 Metern zwischen der Bebauung, durch die Straßenbahngleise auf eigenem Gleiskörper führen, und zwei getrennte Fahrbahnen mit je drei Fahrstreifen, deren äußerer außerhalb der Kreuzungsbereiche als Parkstreifen dient. Der etwa 30 Meter breite westliche Abschnitt ohne Straßenbahnverkehr hat ebenfalls drei Fahrstreifen, wovon einer in jeder Richtung als Parkstreifen ausgewiesen ist.
Im Jahr 1873 erhielt der Abschnitt östlich vom Rosenthaler Platz den Namen Lothringer Straße, und der Bereich westlich wurde als Elsässer Straße benannt. Beide Umbenennungen erfolgten im Hinblick auf die nach 1871 erfolgte Angliederung von Elsass und Lothringen an das Deutsche Reich.
Nach dem Ende des Zweiten Weltkriegs, der Schaffung von Besatzungszonen und den politischen Neuorientierungen wurden die beiden Straßen am 3. Januar 1951 nach Wilhelm Pieck, dem ersten Präsidenten der am 7. Oktober 1949 gegründeten DDR, benannt.
Im Ergebnis des Mauerfalls und der Neustrukturierung Berlins ab 1990 erfolgte am 25. Juli 1994 auf ganzer Länge der Wilhelm-Pieck-Straße die Umbenennung in Torstraße. Damit wurde Bezug auf den älteren, ursprünglichen Straßennamen in Zusammensetzung mit „Thor“ und andererseits der noch genutzten Platzbezeichnungen der ehemaligen Stadttore genommen.

## Geschichte

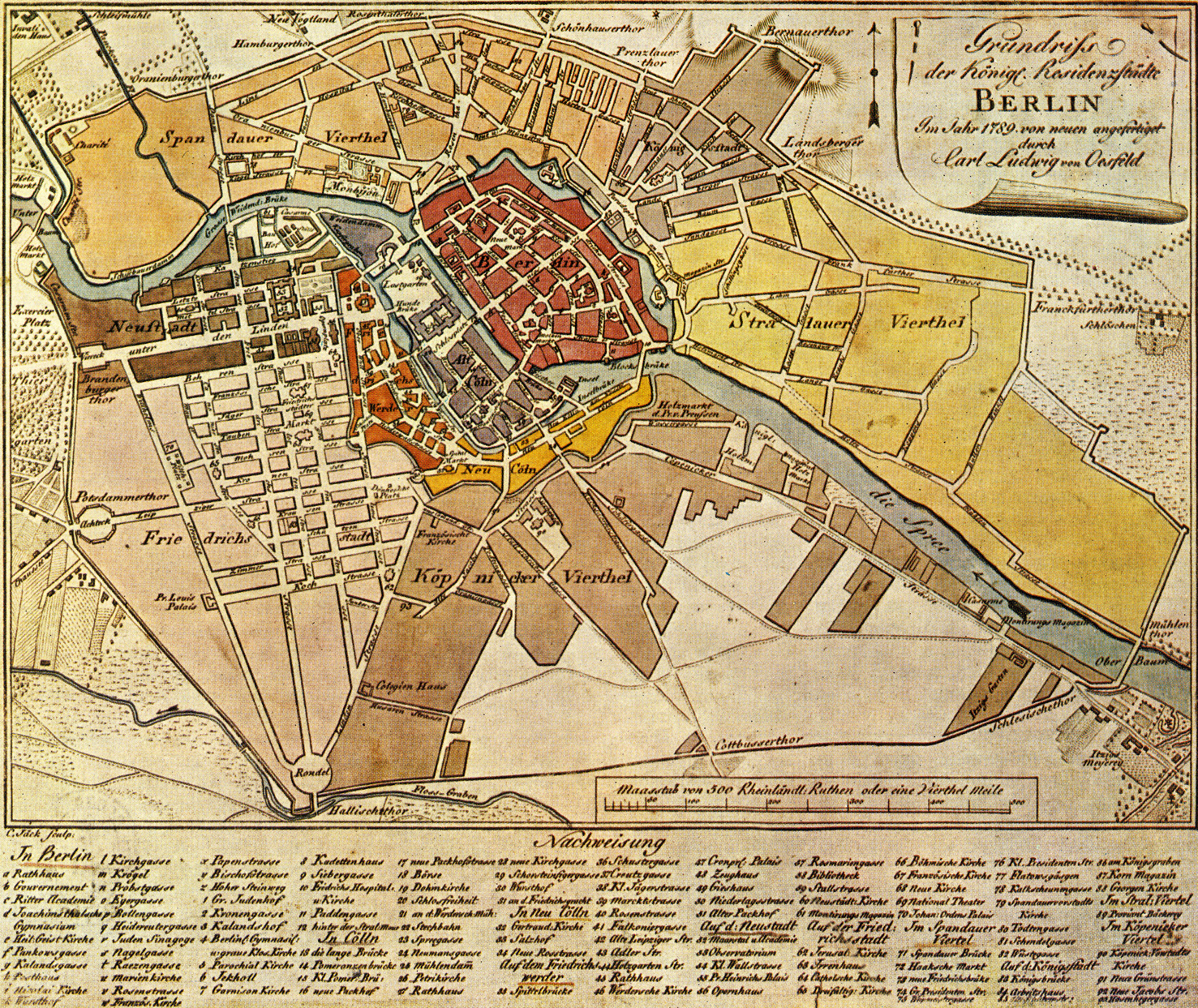
Der Verkehrszug der Torstraße auf dem Grundriss der Residenzstädte Berlin, 1789 (Lage am Kartennordrand)

Der Verkehrsweg entstand um 1735 mit der Berliner Zollmauer und verlief außerhalb an der Mauer entlang. Diese die Stadttore verbindenden „Communicationen“ waren zugleich die nördliche Grenze der Bebauung Berlins. Diese Zollmauer bildete um 1800 vom Oranienburgerthor nach Osten verlaufend die Grenze um die Spandauer Vorstadt und am Hamburgerthor zur Siedlung Neu-Voigtland, die außerhalb der Zollmauer lag. Der Communicationsweg erschloss in der Trasse der heutigen Torstraße noch das Rosenthalerthor, das Schönhauserthor und das Prenzlauerthor. Ergänzt wurde der Weg innerstädtisch durch die südlich parallel verlaufende Linienstraße. Als Name für diese Verbindungen wurde zwischen 1826 und 1872 auch Straße vor den Thoren genutzt.
Auf der Karte von 1760 ist an der Berliner Akzisemauer zwar kein Verkehrsweg eingetragen. Auf dem Kartenwerk von 1789 ist die Verbindung (Communication) jedoch ein durchgehender Weg von der Spree her vom Oranienburger Tor ostwärts zum Schönhauser und Prenzlauer Tor und um den Begräbnisplatz der Marienkloster und Nikolai-Gemeinde zum Bernauer Tor oder Königstor. Der Straßenzug zwischen dem Oranienburger und dem Rosenthaler Tor ist auf einer Karte von 1786 als Trasse ohne Bezeichnung eingetragen. Auf der Karte Berlins von 1801, gezeichnet von J. C. Selter, ist die Thorstraße eingezeichnet. Sie verläuft zwischen Hamburger Tor und der die Trasse kreuzenden Ackerstraße. Auf J. C. Selters Karte von 1804 ist die Thorstraße zwischen Oranienburger Tor und Rosenthaler Tor namentlich ausgewiesen. In Verlängerung der Thorstraße führte im 18. Jahrhundert eine Kommunikation zwischen den Toren „längs der äußeren Seite der Stadtmauer zwischen Rosenthaler und Schönhauser Thor“ entlang, deren Name um 1790 mit Schönhauser Communication angegeben ist. Am 11. Juni 1832 erhielt der Straßenlauf vom Rosenthaler Tor nach Westen den Namen Wollankstraße. Die Familie Wollank waren Grundbesitzer im Norden Berlins, für die Namensvergabe waren wohl die Weinberge vor dem Rosenthaler Tor entscheidend.
Mit dem Wegfall der städtischen Akzise 1860 wurde die Zollmauer sinnlos und behinderte nur noch den Verkehr. Sie wurde zwischen 1867 und 1870 mit den Toren abgerissen, wodurch die Communicationen reguläre Stadtstraßen wurden. Die Angliederung von Elsass-Lothringen nach 1871 gab Anlass, die bereits umfangreich bebauten Straßenzüge zu benennen. Die Thorstraße wurde unter Einschluss der Hamburger Communication und der Oranienburger Communication als Elsasser Straße in das Berliner Straßenregister eingetragen. Die anschließende Wollankstraße und die Communication am Schönhauser Thor erhielt den Namen Lothringer Straße. Für die Elsasser Straße (‚ss‘ ist hierbei langes s und rundes s) war auch die Schreibung Elsaßer Straße üblich und ab 1926 wurde die Schreibweise mit a-Umlaut als Elsäßer Straße offiziell aufgenommen.
Die Straße C, Abt. XII des Bebauungsplans als östliche Fortsetzung der Lothringer Straße erhielt am 24. April 1890 den Namen Jostystraße, benannt nach den Gebrüdern Johann Josty (1773–1826) und Daniel Josty (1777–1845), die aus der Schweiz kommend in Berlin als Konditoren (Café Josty) und Brauereibesitzer tätig waren. Die Straße lag zwischen Prenzlauer Straße und Neuer Königstraße (seit 1995: Otto-Braun-Straße). Der Name Jostystraße wurde 1969 gelöscht, als ihre Trasse in die breitere Mollstraße bei deren Verlängerung aufgenommen wurde. Die westliche Fortsetzung der Elsasser Straße wurde 1891 als Hannoversche Straße benannt. Mit der Einrichtung der Akzisemauer um 1735 trug diese Verbindung zur außerhalb der Stadt liegenden Charité die Bezeichnung Charitéstraße. Mit dem Neuen Tor, das 1836 als zusätzlicher Durchlass durch die Akzisemauer geschaffen wurde, entstand die Bezeichnung Communikation am Neuen Thor.
Die meisten Mietshäuser in der Torstraße entstanden am Ende des 19. Jahrhunderts. Ihre Bauweise und Ausstattung orientierten sich an den Vorstellungen und Bedürfnissen der oberen Gesellschaftsschicht der Reichshauptstadt, nicht an der Architektur der kleinbürgerlichen alten Vorstadt. Namhafte Architekten hinterließen ihre gebauten Spuren in dieser Straße, in der es mehr als 50 denkmalgeschützte Gebäude gibt. In der Denkmalliste sind insgesamt 70 Objekte mit Bezug zur Torstraße aufgeführt.

## Bemerkenswerte Bauwerke oder andere Besonderheiten

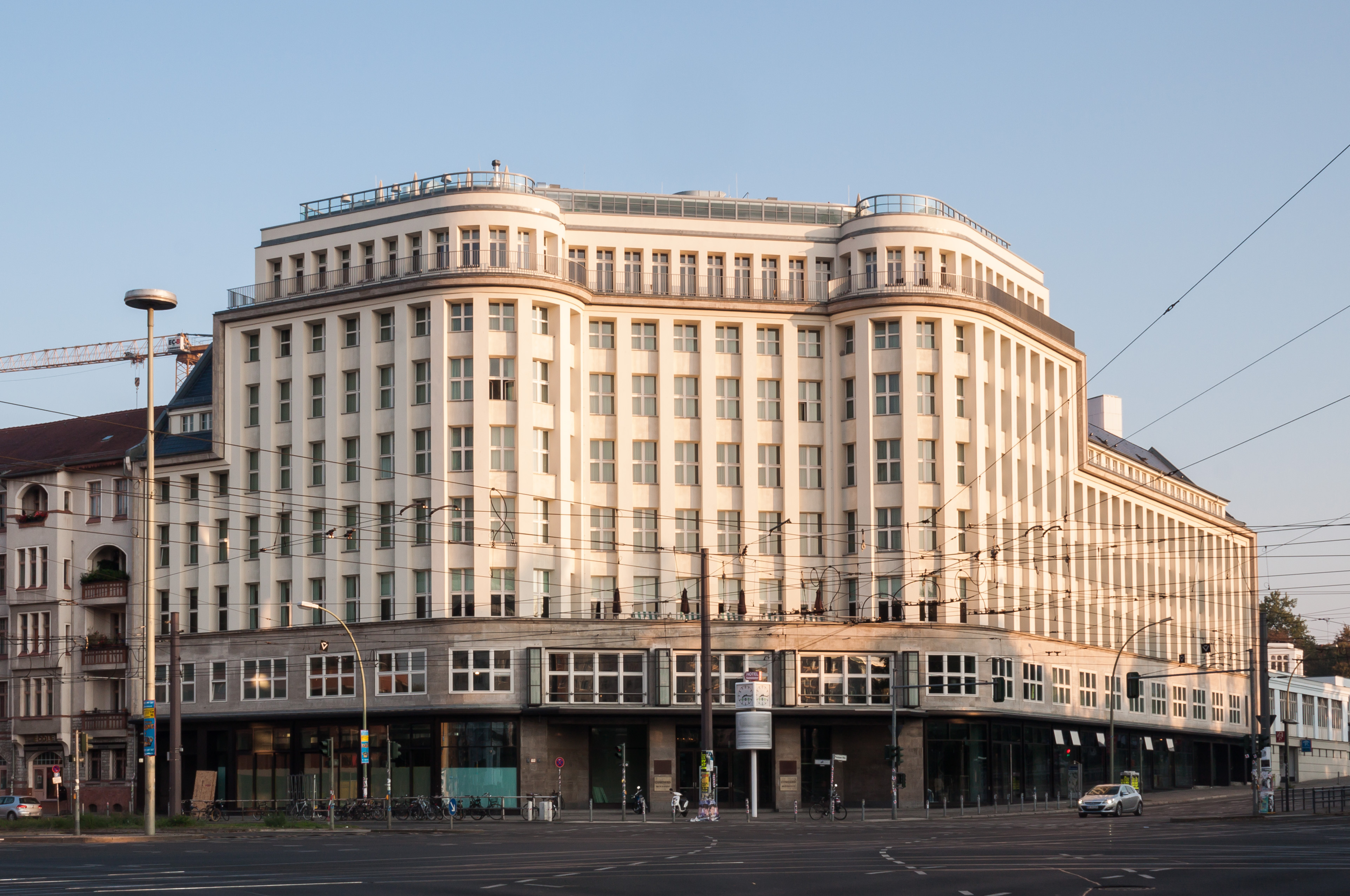
Ehemaliges Kaufhaus Jonaß

„In der Torstraße ist die wechselvolle Geschichte der Stadt mit ihren vielen Brüchen besonders gut zu sehen. Zwischen der Friedrichstraße im Westen und der Prenzlauer Allee im Osten stehen unsanierte Altbauten, […] neben Neubauten mit Restaurants und Prachtbauten aus den 1920ern.“

Die meisten bestehenden Häuser der Torstraße wurden zwischen der deutschen Reichsgründung 1870 und dem Jahr 1900 errichtet. Mehrere Gebäude wurden bei den alliierten Luftangriffen und Kampfhandlungen im Zweiten Weltkrieg zerstört.

### Nördliche Straßenseite

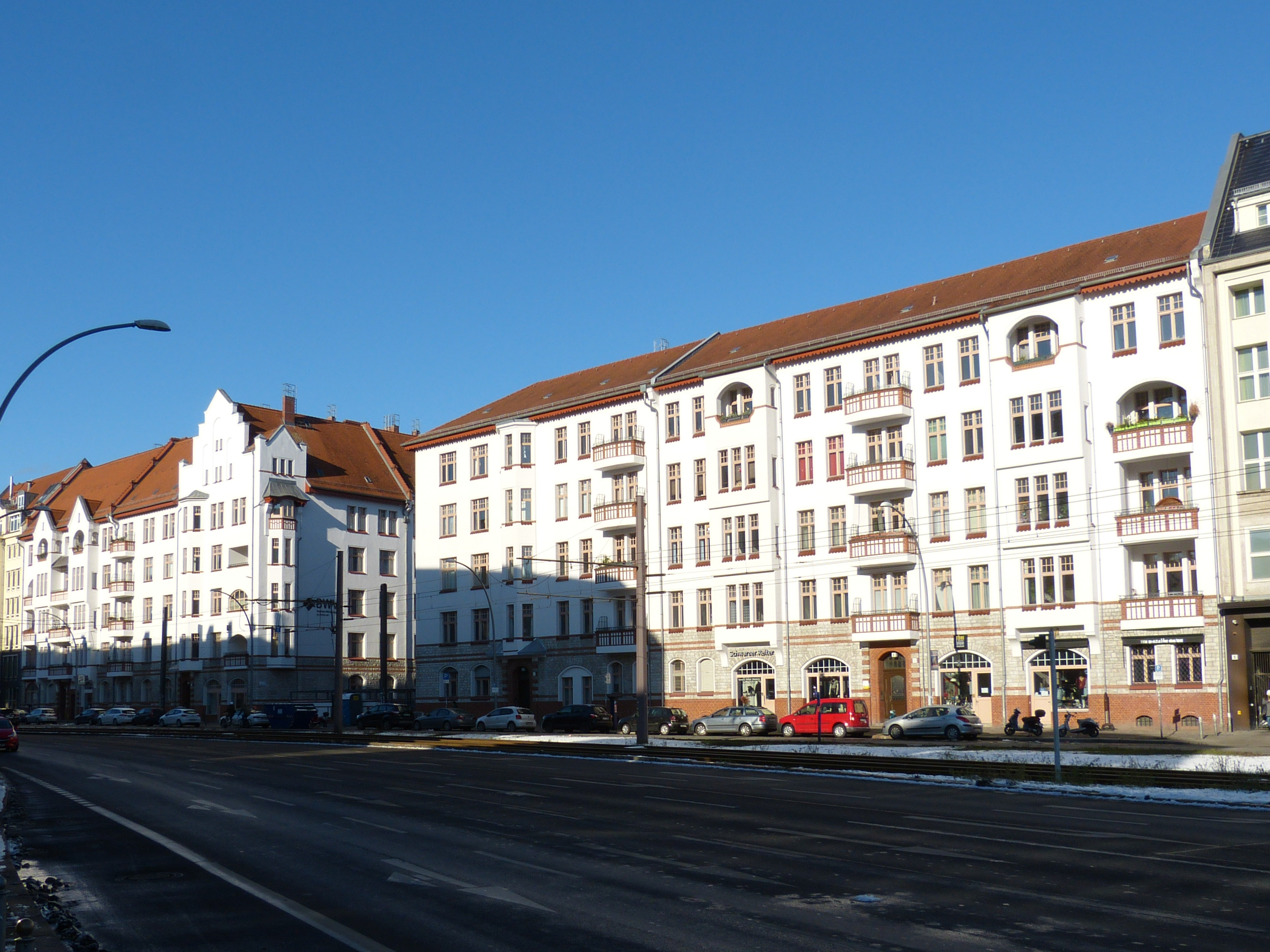
Torstraße 3–15, Objekt des Beamten-Wohnungs-Vereins Berlin

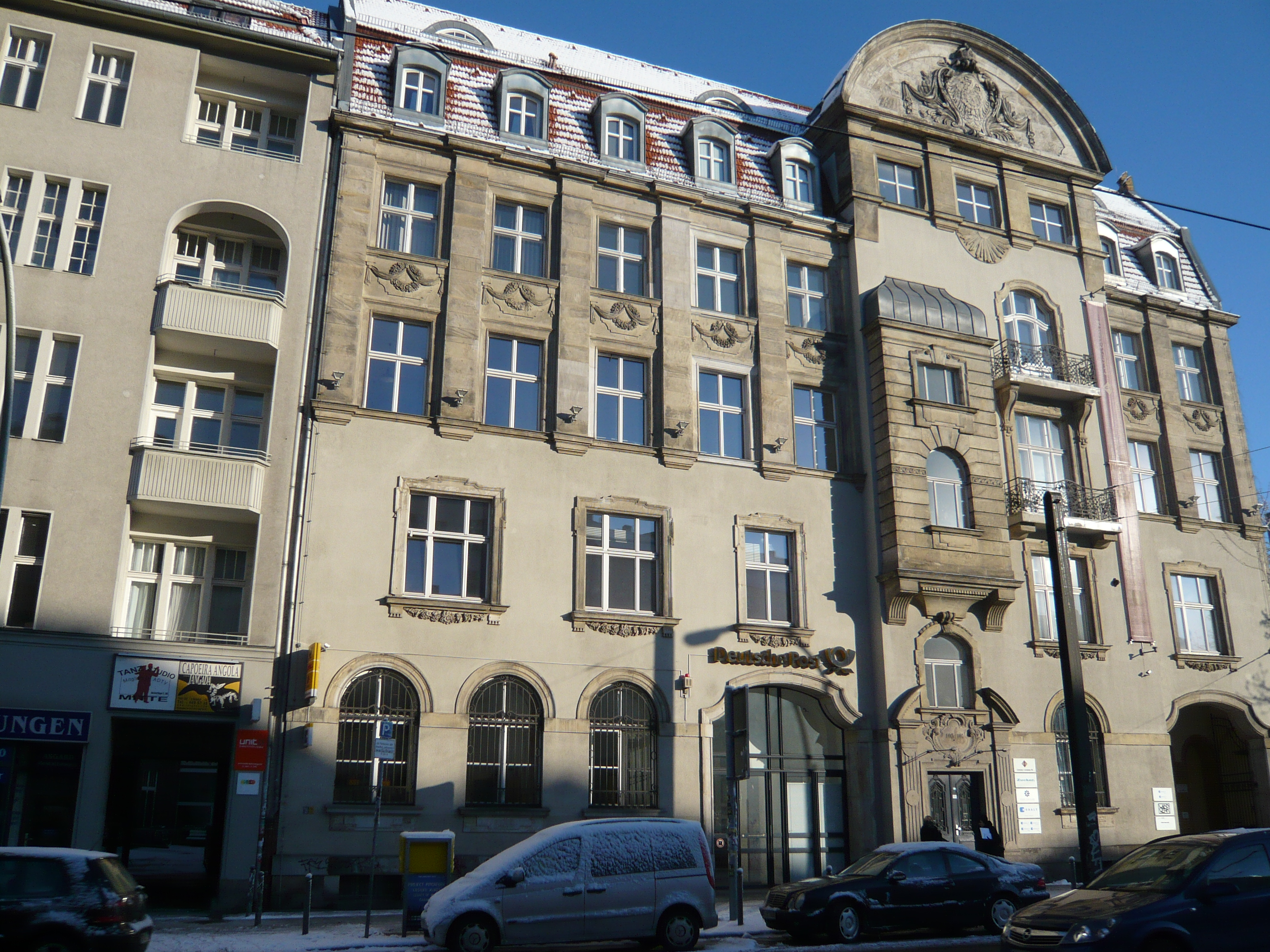
Historisches Postamt an der Torstraße

– ungerade Hausnummern –
Nummer 1
Auf der Fläche des früheren Prenzlauer Tors stand im 19. Jahrhundert zunächst das Exerzierhaus des Kaiser Alexander Garde-Grenadier-Regiments Nr. 1. Zwischen 1927 und 1929 ließen die jüdischen Geschäftsleute Hermann Golluber und Hugo Haller hier das Kredit-Kaufhaus Jonaß & Co AG errichten. Architekten des siebengeschossigen Eckgebäudes mit einer Grundfläche von rund 3000 m² waren Georg Bauer und der von den Nationalsozialisten 1942 in Riga ermordete Siegfried Friedländer. In der Zeit des Nationalsozialismus befand sich das Haus im Besitz der NSDAP und war Sitz der Reichsjugendführung. Nach dem Ende des Zweiten Weltkriegs wurde der Gebäudekomplex verstaatlicht und war unter der Bezeichnung Haus der Einheit nacheinander Sitz verschiedener politischer Organisationen. Nach 1989 unterhielt die Nachfolgepartei der SED, die PDS, in einigen Räumen bis 1995 den Verbund Archiv, Bibliothek, Werkstätten, danach ging es in das Eigentum einer jüdischen Organisation zurück. Im Jahr 2004 erwarb das deutsch-britische Unternehmen Cresco Capital den Baukomplex für neun Millionen Euro und ließ unter Beachtung des Denkmalschutzes das Soho House Berlin entstehen, die Umbaukosten betrugen rund 30 Millionen Euro. Es wurde im Frühjahr 2010 eröffnet und ist eine noble Residenz für Künstler, Journalisten, Regisseure und Manager aus dem Medienbereich. 
Nummer 3–15
In den Jahren 1903–1906 hatte der Beamten-Wohnungs-Verein zu Berlin die Flächen gekauft und nach Plänen des Architekten Erich Köhn als Wohnungsensemble bebauen lassen. Zunächst entstand auf den Parzellen 3–7 ein U-förmiger Trakt mit einem schmalen Innenhof. Später folgten seitliche Ergänzungsbauten unter Einbeziehung der Parzellen 2 und 9–15. Das Bauwerk ist im gesamten Sockelbereich mit Bossenwerk gestaltet, die weiteren Etagen sind verputzt. An einer zur Straße querstehenden Fassade befindet sich der Schriftzug Beamten-Wohnungs-Verein zu Berlin. Gegr. 1906. Die beiden Zugänge Nummer 5 und Nummer 11 direkt an der Torstraße besitzen je einen über die Etagen reichenden Erkervorbau, die Hoflage ist mit offenen Balkonen und Loggien ausgestattet. In der Nr. 5 lebte lange Jahre der Schriftsteller und Drehbuchautor Ulrich Plenzdorf. Die Fassade des Gebäudes Nr. 11 endet in einem Staffelgiebel. Hier hatte in den 1970er Jahren der Rechtsanwalt Friedrich Karl Kaul Wohnung und Praxis.
Nummer 25
Hier hat im Jahr 2004 der Berliner Mieterschutzbund eine neue Filiale eröffnet.
Nummern 33–35
Auf diesen Grundstücken entstand in den späten 1990er Jahren nach Plänen der Architekten Pysall, Stahrenberg & Partner ein Wohn- und Geschäftshaus mit einer Berliner Ecke, das unter anderen von der Drogeriekette Schlecker genutzt wurde.
Nummer 39
In diesem Alt-Berliner Mietshaus betreibt die Familie Jünemann seit den 1950er Jahren den inzwischen weit über Berlin hinaus bekannten Pantoffel-Keller. Der Firmengründer Otto Jünemann hatte seine Manufaktur zunächst in der Fliederstraße 12, Berlin NO 43, sein Sohn Erhard führte das Geschäft dann im Weidenweg 52 weiter.
Nummer 49
An der Einmündung der Schönhauser Allee in die Torstraße befindet sich das winklige Gewerbeobjekt „Schönhauser Tor“ aus Stahl, Glas und Beton mit einer Gesamtfläche von 19.000 m². Auf der anderen Seite der Einmündung liegt ein Wohn- und Geschäftsobjekt, das die Hausnummer Schönhauser Allee 188 trägt. Es wurde mit roten Granitplatten gestaltet, bietet eine Grundfläche von 520 m² und besitzt eine verglaste Viertelrund-Ecke.
Nummer 65
Im historischen Eckhaus zur Angermünder Straße befindet sich mit der Gaststätte W. Prassnik die einzige aktive Brauerei im Bezirk Pankow.
Nummern 75, 79, 83, 85, 87
Die hier vorhandenen Wohnhäuser wurden 1852 von der Berliner Gemeinnützigen Baugesellschaft nach Entwurf des Architekten C. W. Hoffmann errichtet (ehemalige Adresse: Lothringer Straße Nummer 32, 33). Die typisierte Wohnanlage erfuhr 1886 eine erste Erweiterung, 1912 eine zweite. 
Nummern 105–107
Eingepasst in die Häuserzeile steht hier ein Baukomplex, der 1901/1902 als Postamt mit großer Schalterhalle und einem hofseitigen Verwaltungsflügel errichtet wurde.

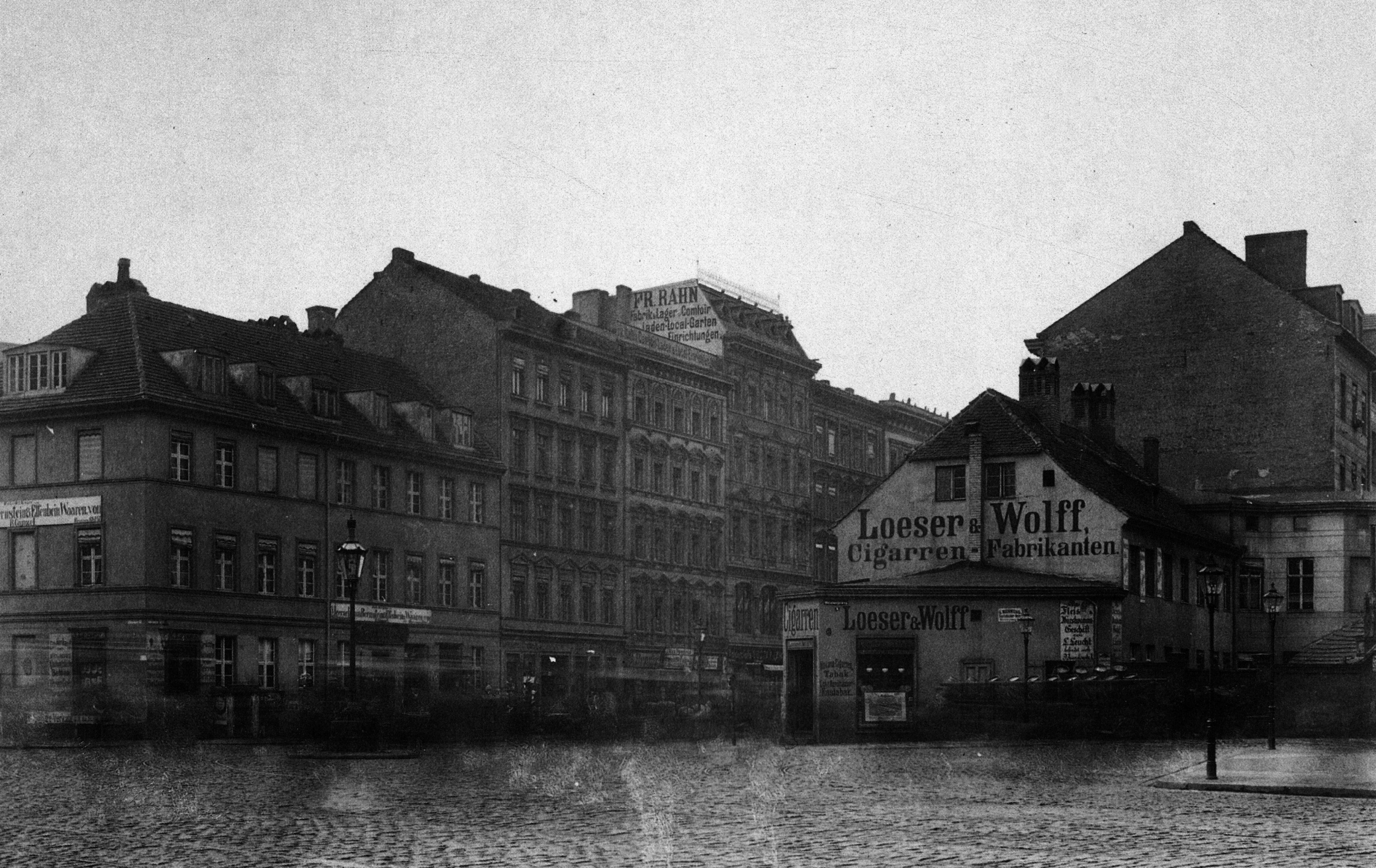
Ansicht des Rosenthaler Platzes aus der ersten Bebauungszeit, 1890

Keine Sehenswürdigkeit, aber ein sehr bekannter und früh bebauter Platz ist der Rosenthaler Platz, auf den der Weinbergsweg, die Brunnenstraße und die Rosenthaler Straße münden.
Nummer 111
Im Vorderhaus des als Kunst- und Projekthaus bezeichneten Gebäudes befindet sich eine privat betriebene Ateliergemeinschaft mit dem Namen en passant. Für eine bezahlbare Miete seitens der Hauseigentümerin kümmern sich das Künstlerpaar Ulrike Seyboth (* 1970) und Ingo Fröhlich (* 1966, Zeichner und Bildhauer) um den Erhalt bzw. die Instandsetzung von Gebäudeteilen. Zusammen mit ihnen nutzt die Fotografin Frizzi Krella (* 1970) die Atelierräume. Das Atelier wird regelmäßig für öffentlich zugängige Ausstellungen genutzt und für interessierte Personen geöffnet, mit denen die Künstler einen regen Austausch pflegen.
Nummer 149
Wohn-/Geschäftshaus; Entwurf: Graft Gesellschaft von Architekten.
Nummer 151
Ein Häuserkarree an der Torstraße zwischen Bergstraße, Invalidenstraße und Ackerstraße entstand um 1880 auf dem früheren Gebiet der 1752 gegründeten Kolonie Neu-Voigtland. Außer mehrgeschossigen Mietshäusern sind Remisen und Fabrikgebäude im Innenbereich erhalten und denkmalgeschützt.
Nummer 205
In diesem Neubau betreibt das Bezirksamt Mitte von Berlin eine Seniorenfreizeiteinrichtung.
Nummer 231
Das letzte Gebäude auf der Nordseite der Torstraße ist ein Eckhaus an der Kreuzung mit der Chausseestraße. Es wurde 1890 als Wohn- und Geschäftshaus im neobarocken Baustil errichtet. Im Erdgeschoss befinden sich zwei Ladeneinrichtungen. Bis 1990 boten ein Spirituosengeschäft und die Humboldt-Apotheke ihre Waren bzw. Dienstleistungen an. Die Apotheke gibt es hier immer noch und die anderen ehemaligen Ladenräumlichkeiten werden von einer Filmgalerie genutzt.

### Südliche Straßenseite

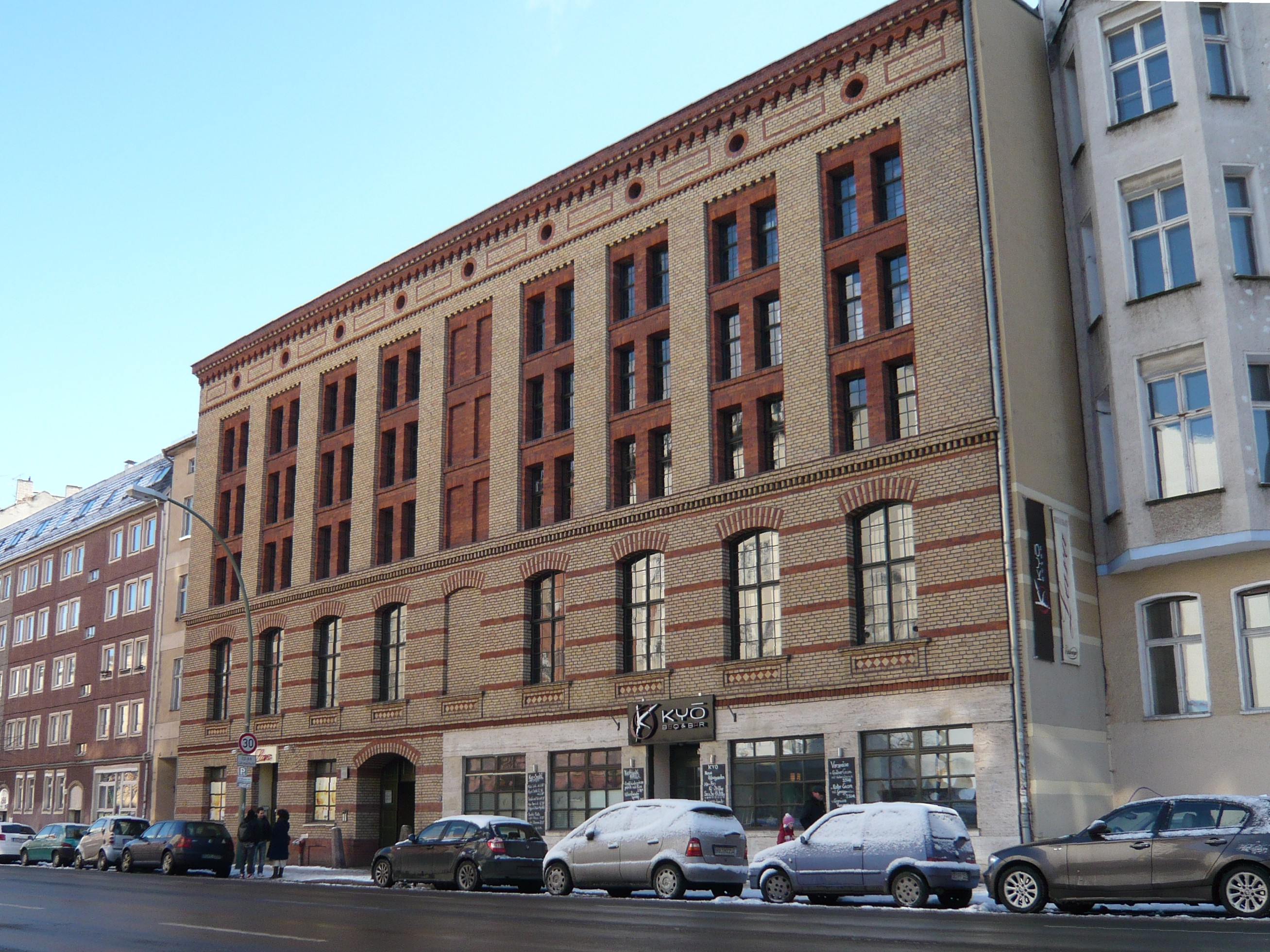
Pfandleihanstalt in der Torstraße

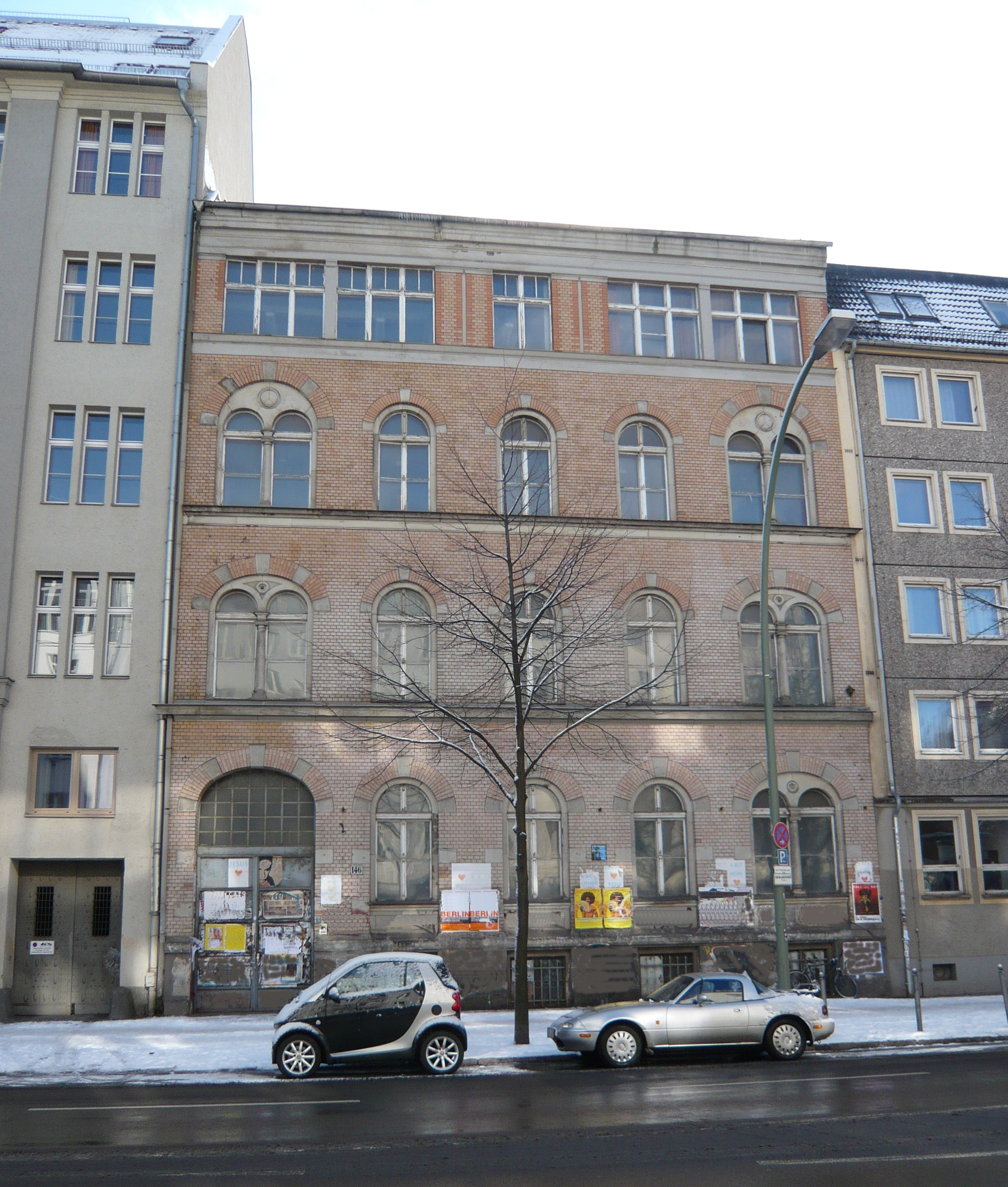
Ehemaliges jüdisches Krankenheim in der Torstraße

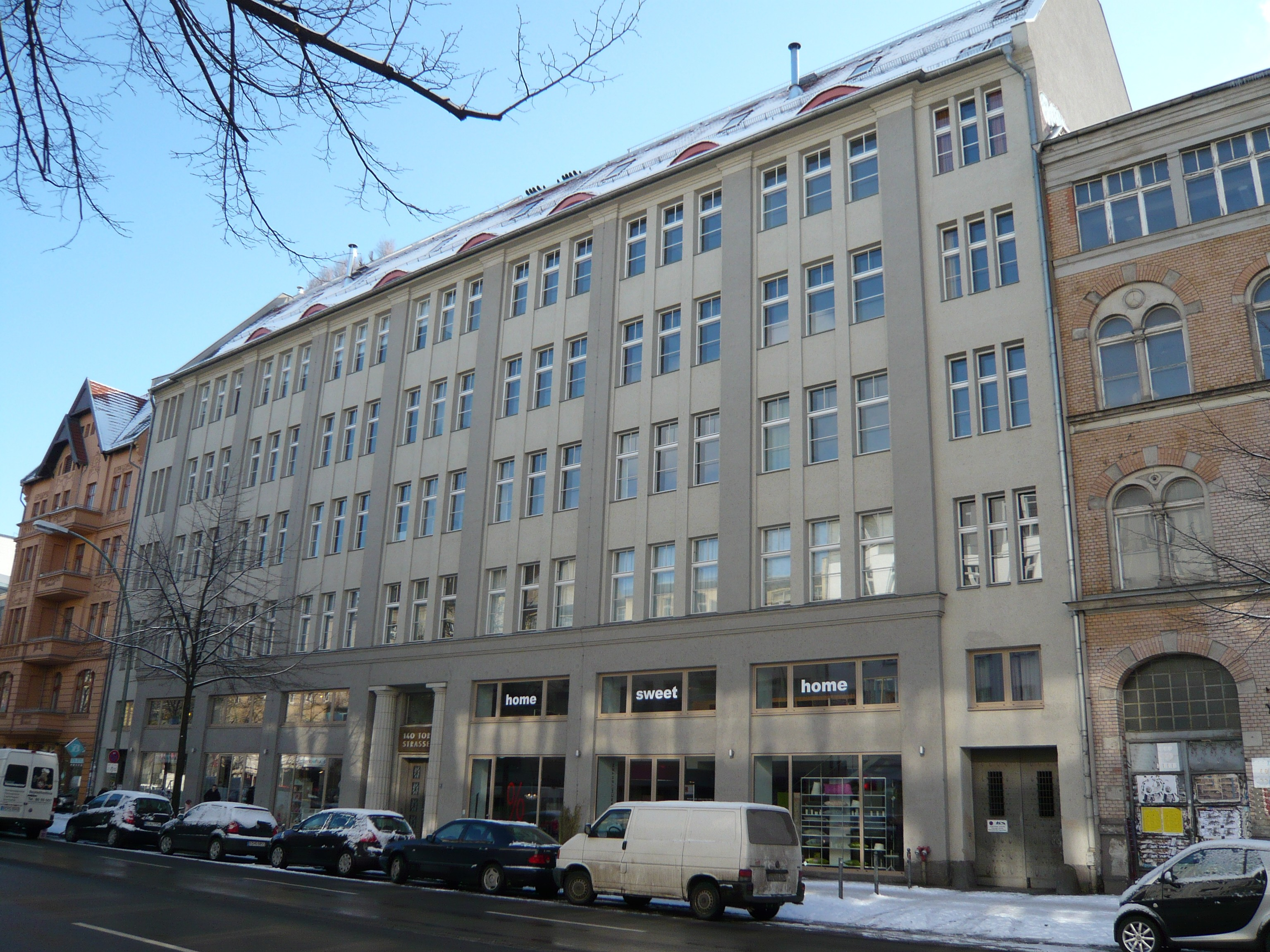
Geschäftshaus Torstraße 140

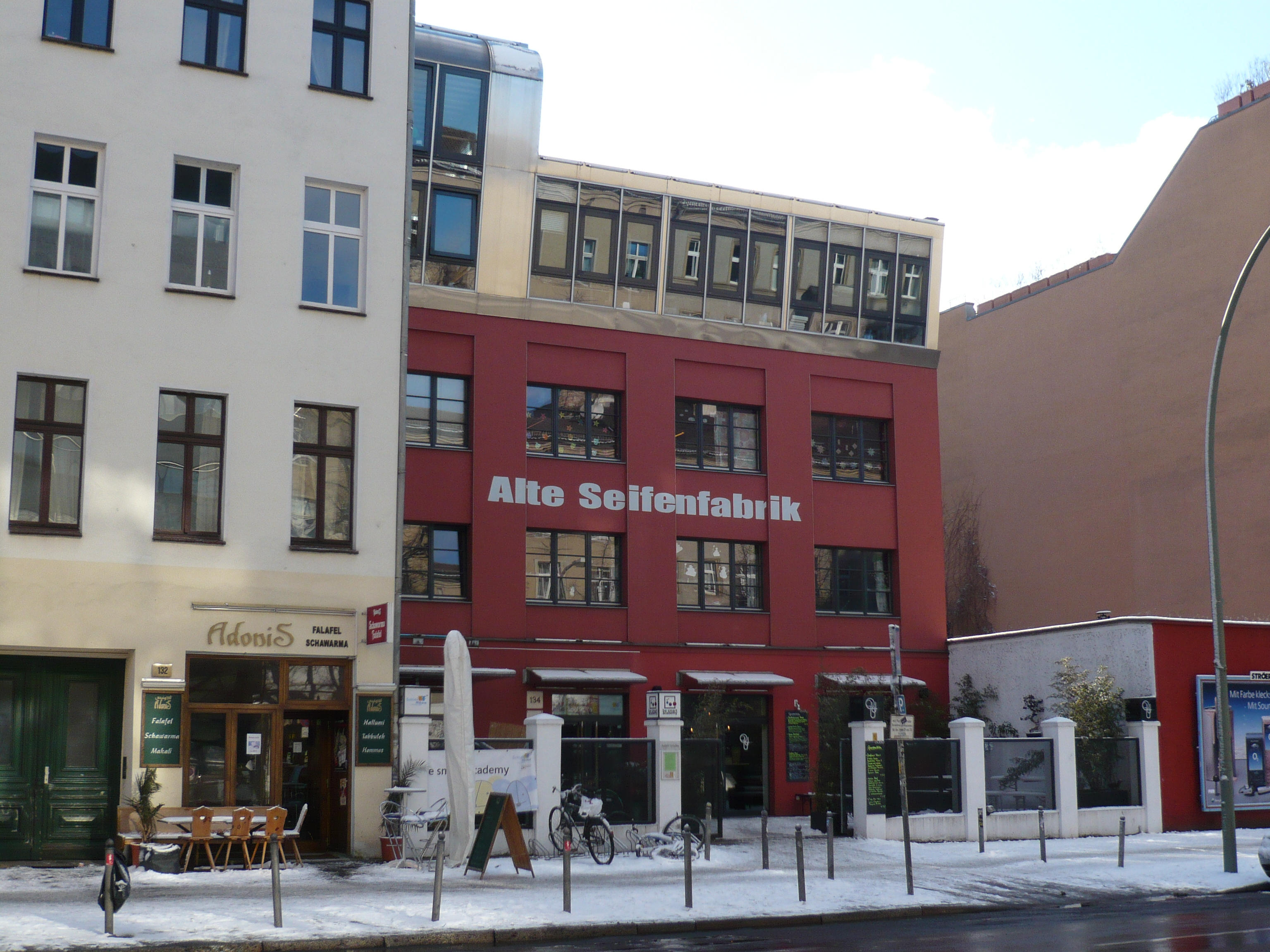
Alte Seifenfabrik Torstraße 134

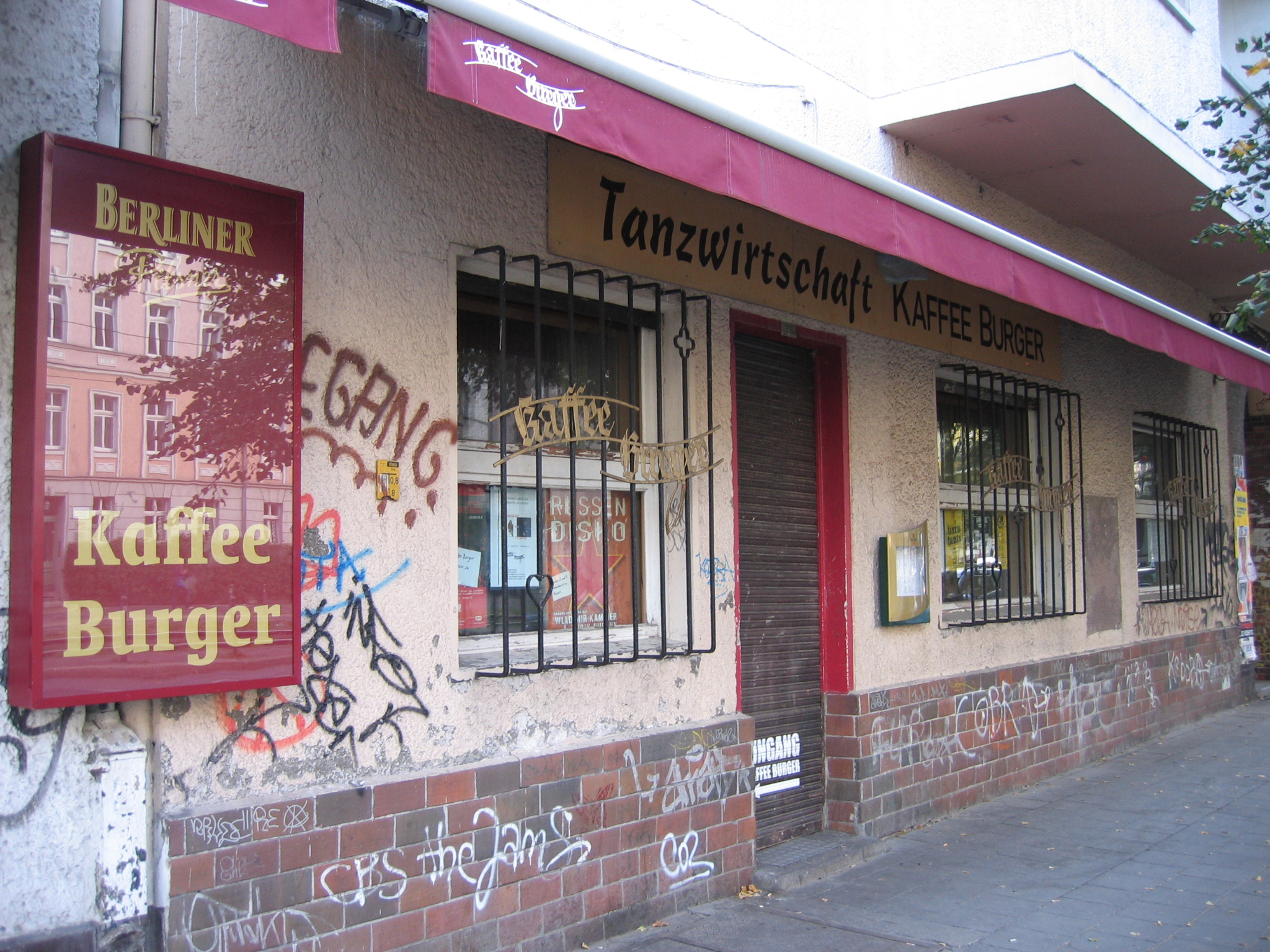
Tanzwirtschaft Kaffee Burger

Nummern 10–230 (in der Auflistung rückwärtslaufend, gerade Hausnummern)
Unter den angegebenen Hausnummern befinden sich mehr als 50 denkmalgeschützte Mietshäuser oder komplette Wohnanlagen, die im Wesentlichen aus dem 19. Jahrhundert stammen.
Das erste Grundstück auf der Südseite der Torstraße an der Ecke Friedrichstraße ist unbebaut. Das letzte Gebäude an der Friedrichstraße, die dort endet, trägt als Wandgemälde eine vereinfachte Ansicht des früheren Oranienburger Tors als Erinnerung an das abgetragene Bauwerk. Die lang andauernde Rekonstruktion dieses Hauses mit den davor aufgestellten Baugerüsten führte zu Graffiti-Schmierereien auf diesem Symbolbild.
Die Bebauung der Torstraße beginnt nach dieser kleinen Brache und umfasst im Detail:
Nummer 216
Hier befand sich bis Juli 2009 das Programmkino Nickelodeon.
Nummer 180
An der Ecke zur Kleinen Hamburger Straße 2 hat sich im März 2011 das Filmhaus des Werbefilmers Hans-Joachim Berndt angesiedelt.
Nummer 170
Hier gibt es den 2009 gegründeten nicht-kommerzielle Ausstellungs- und Projektraum „Sur la Montagne“ (SlaM). Neben Installationen, Ausstellungen und Performancekunst finden in dem von einem Kollektiv betriebenen Raum auch Lesungen Berliner Autoren und Debatten zu aktuellen politischen und ökonomischen Entwicklungen statt.
Nummer 168
Hinter einem unauffälligen Durchgang ist die römisch-katholische St.-Adalbert-Kirche zu erreichen, die ihren Haupteingang in der Linienstraße hat und unter Denkmalschutz steht. 
Nummer 164
Das frühere Königliche Leihamt zeigt seine aus gelben und roten Ziegelsteinen gestaltete denkmalgeschützte Fassade. Es wurde 1847 als eines von mehreren Dutzend Pfandleihhäusern für einen jüdischen Betreiber gebaut und trug die Adresse Elsasser Straße 74. Seit 1990 wird das Gebäude anderweitig genutzt. 
Nummer 146
Ein eher unauffälliger Bau ist das 1884 fertiggestellte Israelitische Krankenheim. Es handelt sich um einen kleinen Krankenhausbau für die orthodoxe jüdische Gemeinde Adass Israel in Berlin. Die Entwürfe stammen von dem Architekten Ernst Schmidt, unter Max Fraenkel erfolgte 1908/1909 ein Umbau der Einrichtung. Seit Anfang der 2000er Jahre steht das Gebäude leer und war auch bereits Ziel von Verwüstungen. 
 Nummer 140–144
Ein gut erhaltenes Geschäftshaus in neoklassizistischen Formen mit Säulenimitaten am Haupteingang und geschwungenen Dachelementen steht neben dem verlassenen Krankenhaus. Es wurde 1911/1912 nach Entwürfen des Architekten Friedrich Kristeller errichtet. Die Nummer 142 war während der DDR-Zeit Sitz der Reichsbahndirektion Berlin. 
Nummer 134
Der Hinweis Alte Seifenfabrik an dem in auffälligem Rot gestalteten eigenwilligen Bau lässt ein Baudenkmal vermuten. Wegen der aufgesetzten Etage gehört die Fabrik nicht zu den Baudenkmalen. Ein Hotel schließt die Baulücke zum angrenzenden Grundstück Nummer 136.
Nummer 120
Der Betreiber des Gebäudes am Rosenthaler Platz (Rosenthaler Straße 72a) ist eine Schnellimbisskette. Dieses Haus wurde 1890 als eines von zahlreichen Filialen der Aschinger-Gesellschaft als Aschingers Bierquelle eröffnet. Über die Jahrzehnte diente es immer wieder als Gaststätte und wurde im Inneren umgebaut.
Nummer 66
Von 1997 bis 2007 befand sich hier die von einem Möbelhändler gegründete Wissenschaftsakademie Berlin. Diese Einrichtung veranstaltete Abendseminare zu aktuellen wissenschaftlichen Themen in populärwissenschaftlicher Darbietung. Der Club der polnischen Versager ging aus einem Stammtisch in Berlin lebender polnischer Künstler hervor und wurde am 1. September 2001 in der Torstraße 66 begründet. 
Nummer 58–60
Hier findet der Besucher das Kaffee Burger, das in zwei Teilen (Tanzwirtschaft und Bar) in denkmalgeschützten Bürgerhäusern aus dem Jahr 1890 untergebracht ist. Den Namen erhielt das Kaffeehaus 1936 nach seiner Besitzerin Uta Burger. Seither dient es ununterbrochen als Café und Tanzlokal, in der DDR-Zeit auch als Künstlertreff. 1999 wurde es an einen neuen Besitzer verkauft, der es restaurieren ließ und weiter betreibt.
Nummer 52
Das von Roger Bundschuh und Philipp Baumhauer in Zusammenarbeit mit der Künstlerin Cosima von Bonin bis Juli 2008 entworfene und im Januar 2010 fertiggestellte Wohn- und Geschäftshaus Black-Maze-Building (schwarzes Labyrinth) wird an seiner Nordseite von der Torstraße begrenzt. Es ist jedoch mit seinem Standort der Ecke Rosa-Luxemburg-Straße / Linienstraße zugeordnet. Unter der Hausnummer residiert 2024 ein Hotelunternehmen. Wegen seiner Bauweise und Farbgebung hat es teilweise Kritik hervorgerufen.
Nummer 44–48
Seit August 2019 hat der Suhrkamp Verlag und der zu ihm gehörende Insel Verlag sein neues Domizil (Postadresse: Nr. 44) in dem teilweise öffentlich zugänglichen Neubau an der Ecke zur Rosa-Luxemburg-Straße, wo sich auch der Gebäudeeingang befindet. Der Entwurf des Betonbaus stammt von dem Architekten Roger Bundschuh; das Innenleben hat das Team von Kinzo geplant.

## Verkehr

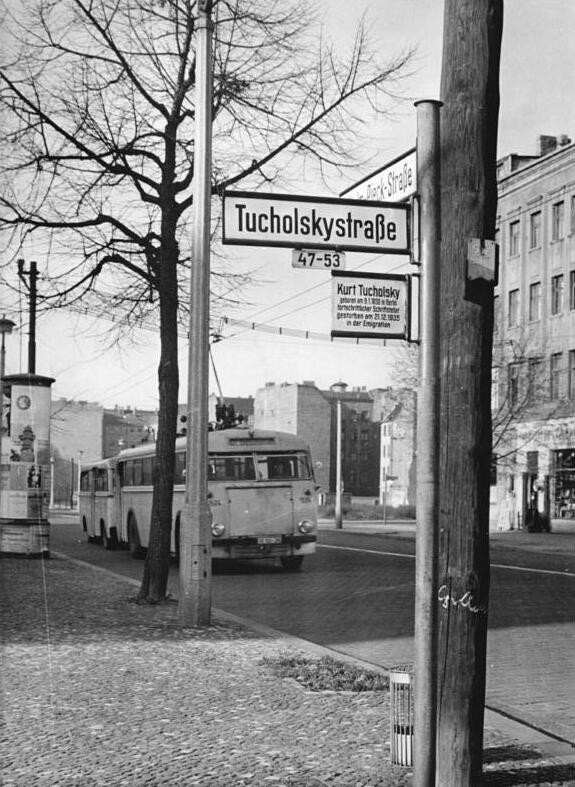
Tucholsky- Ecke Wilhelm-Pieck-Straße im November 1960. Auf dem Bild ist ein Obus der Linie O40 zu sehen.

Im Auftrag des Berliner Senats wurden in der Torstraße bereits mehrfache Verkehrszählungen durchgeführt. Die letzten Angaben aus dem Jahr 2023 zeigen für einen 24-Stunden-Zeitraum Verkehrsstärken zwischen 20.000 und 40.000 Fahrzeugen.
Für den fließenden Verkehr stehen in der Torstraße beiderseits je zwei Kraftfahrzeugspuren zur Verfügung, die jedoch wegen zu geringer Normbreiten nicht durch eine aufgemalte Linie getrennt sind. Jeweils ein Fahrstreifen beiderseits gehört dem ruhenden Verkehr. Mittig liegen im östlichen Straßenabschnitt zwischen Prenzlauer Tor und Rosenthaler Platz Straßenbahnschienen auf einem gesonderten Gleiskörper. Extrafahrradstreifen oder abgetrennte Spuren gibt es auf der gesamten Straßenlänge nicht. Die Gehwege haben eine durchschnittliche Breite von 4,50 Meter.
Zwischen Prenzlauer Tor und Friedrichstraße verkehren die Omnibusse der Linie 142. Auf einem eigenen Gleisbett fährt die Straßenbahn M8 vom Prenzlauer Tor bis zum Rosenthaler Platz. Die Kreuzung mit der Schönhauser Allee/Karl-Liebknecht-Straße bildet am U-Bahnhof Rosa-Luxemburg-Platz eine Umsteigemöglichkeit in die Linie U2 der Berliner U-Bahn, am Rosenthaler Platz kann in die Linie U8 und die dort die Torstraße querende Straßenbahnlinie M1 umgestiegen werden. Die S-Bahn-Linien S1, S2, S25 und S26 kreuzen als Tunnelbahn die Torstraße in Höhe der Tucholskystraße ohne Umsteigemöglichkeit. Die nächstgelegenen S-Bahnhöfe sind Nordbahnhof und Oranienburger Straße. Die verkehrsreiche Torstraße selbst ist in ihrem östlichen Teil in zwei getrennte Richtungsfahrbahnen aufgeteilt, in deren Mitte fahren die Straßenbahnzüge. Der westliche Bereich weist keinen Mittelstreifen auf und wird im öffentlichen Nahverkehr von der genannten Buslinie bedient.
Im Rahmen eines bundesweiten Pilotversuches des Bundesverkehrsministeriums, wurde im April 2019 in neun Städten – darunter an fünf Kreuzungen in Berlin – die Regelung Rechts abbiegen für Radfahrer frei eingeführt. Zwei dieser Kreuzungen wurden in der Torstraße für die Regel eingerichtet und zwar vor der Schönhauser Allee und vor der Rosa-Luxemburg-Straße.
Umbaupläne

Unter dem rot-grünen Senat des Jahres 2022 wurden stark polarisierende Straßen-Umbaumaßnahmen zugunsten des Fahrradverkehrs beschlossen – es sollten 2,30 m breite abgepollerte Radfahrstreifen von der Fahrbahn abgetrennt werden. In beide Richtungen sollte es dagegen nur eine Autofahrspur geben, auf der nördlichen Seite der Straße sollten alle Parkmöglichkeiten bis auf feste Lade- und Lieferzonen abgeschafft werden. Die Gehwege sollten verbreitert werden. Der durch die Nachwahlen neu gebildete Senat unter CDU-Führung hat nunmehr die Pläne überprüft und die Maßnahmen „entschärft“: Zwei Fahrspuren je Richtung sollen erhalten bleiben, der Radstreifen auf der südlichen Seite wird über den etwa sechs Meter breiten Gehweg geführt, und die Fahrradstreifen werden nur noch zwei Meter breit sein. Mehr Parkmöglichkeiten auf der südlichen Straßenseite sollen erhalten bleiben.
Der gesamte neu herzustellende Fahrbahnbelag soll geräuscharm sein (Flüsterasphalt). Die nun bekannt gewordene Kompromisslösung findet nicht nur Zuspruch, sondern wird auch weiterhin kritisiert, besonders die Radwegeführung über den Bürgersteig. Ein konkreter Zeitplan wurde noch nicht beschlossen, ein Beginn der Umbauarbeiten auf dem westlichen Abschnitt der Torstraße ist für das Jahr 2026 anvisiert. Die Dauer der Maßnahmen wird mit rund zwei Jahren angegeben. Erst danach folgt der östliche Straßenabschnitt.

## Persönlichkeiten
In der Straße wohnten unter anderem August Borsig, Johann Friedrich Ludwig Wöhlert, der Bildhauer Ludwig Engelhardt und von 1903 bis 1905 der spätere Bundespräsident Theodor Heuss. In den 1960er Jahren hatte Friedrich Karl Kaul Wohnung und Rechtsanwaltspraxis in dieser Straße.